# Darren Turner
Darren Turner, né le 13 avril 1974, est un pilote automobile anglais. Il a remporté les 24 heures du Mans, catégorie GT1 en 2007 et 2008, à chaque fois sur une Aston Martin DBR9. Il est pilote officiel de la marque Anglaise depuis 2004, et a participé aux Le Mans Series, American Le Mans Series ainsi qu'au FIA GT avec des Aston Martin, tant en GT qu'en prototype. 